# Massimo Carboni
Massimo Carboni (Mondolfo, 29 luglio 1943) è un giornalista e conduttore radiofonico italiano.
È stato un radiocronista di Radio Rai in particolare della trasmissione Tuttobasket, prima come inviato (a partire dal 1979) e poi come conduttore in studio dal 1987. È andato in pensione nel 2008 collaborando poi con il Corriere Adriatico e con la rete televisiva èTV Marche.

## Carriera
- Dal 1965 al 1970 ha lavorato nella redazione di Ancona de Il Resto del Carlino;
- Nel biennio 1970-1972 praticante al Corriere Adriatico;
- Dal 1973 al 1978 è stato proprietario e direttore di Radio Arancia Ancona;
- Dal 1979 al 2008 anno del suo pensionamento, è stato una delle voci più importanti e rappresentative di Radio Rai,conduzione della trasmissione RadioUno Tuttobasket con la qualifica di inviato speciale;
- Nel 2011, anno del trasferimento della Sutor Basket Montegranaro ad Ancona, ha condotto su èTV Marche la trasmissione "Playmaker" ed una rubrica settimanale sul Corriere Adriatico.

## Eventi sportivi raccontati
- Dal 1981 è stato cronista di tutte le finali di Coppa dei Campioni o Eurolega di Basket che vedevano squadre italiane in lotta per il titolo;
- Dal 1983 è stato cronista di tutte le partite della Nazionale di pallacanestro maschile dell'Italia.

Ha raccontato, inoltre, anche altri eventi sportivi non necessariamente cestistici:
- dal 1988 le Olimpiadi, seguite sempre come inviato;
- dal 1982 i mondiali di calcio, sia come inviato, che come conduttore;
- Per la cronaca non sportiva ha seguito il terremoto di Ancona nel 1972, la colonna marchigiana delle Brigate Rosse nel 1979, la vicenda dei fratelli Roberto e Patrizio Peci, la frana di Ancona nel 1982, la scomparsa della Rotschild[non chiaro], il terremoto di Umbria e Marche del 1997.
- Ha condotto dal 1979 al 2008 il GR e il TG della redazione Rai delle Marche.